# 賈一鶚
賈一鶚（1547年—1594年），字文薦，號橫宇，北直隸順天府霸州民籍，南直隸安慶府桐城縣人，明朝政治人物。

## 生平
隆慶四年（1570年）庚午科順天鄉試第九名舉人，萬曆八年（1580年）庚辰科三甲第一百八十名進士。工部觀政，授猗氏縣知縣，丁憂，服闋，十五年（1587年）起為三水縣知縣，十六年（1588年）升刑部貴州司主事，二十年（1592年）升員外郎，同年升戶部郎中，二十一年（1593年）京察謫兩淮鹽運司判官，致仕歸里，二十二年（1594年）卒。

## 家族
曾祖賈鎰；祖父賈德深，壽官；父賈子遷，恩例冠帶。母顧氏。